# 吸器

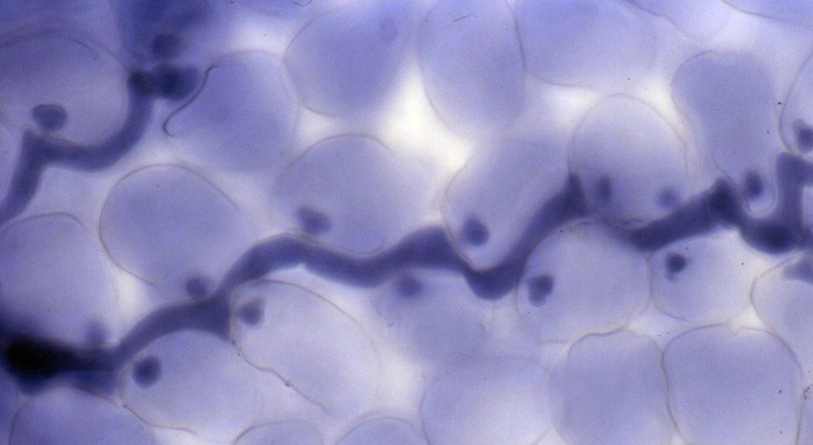
Hyaloperonospora parasitica: 菌絲和吸器

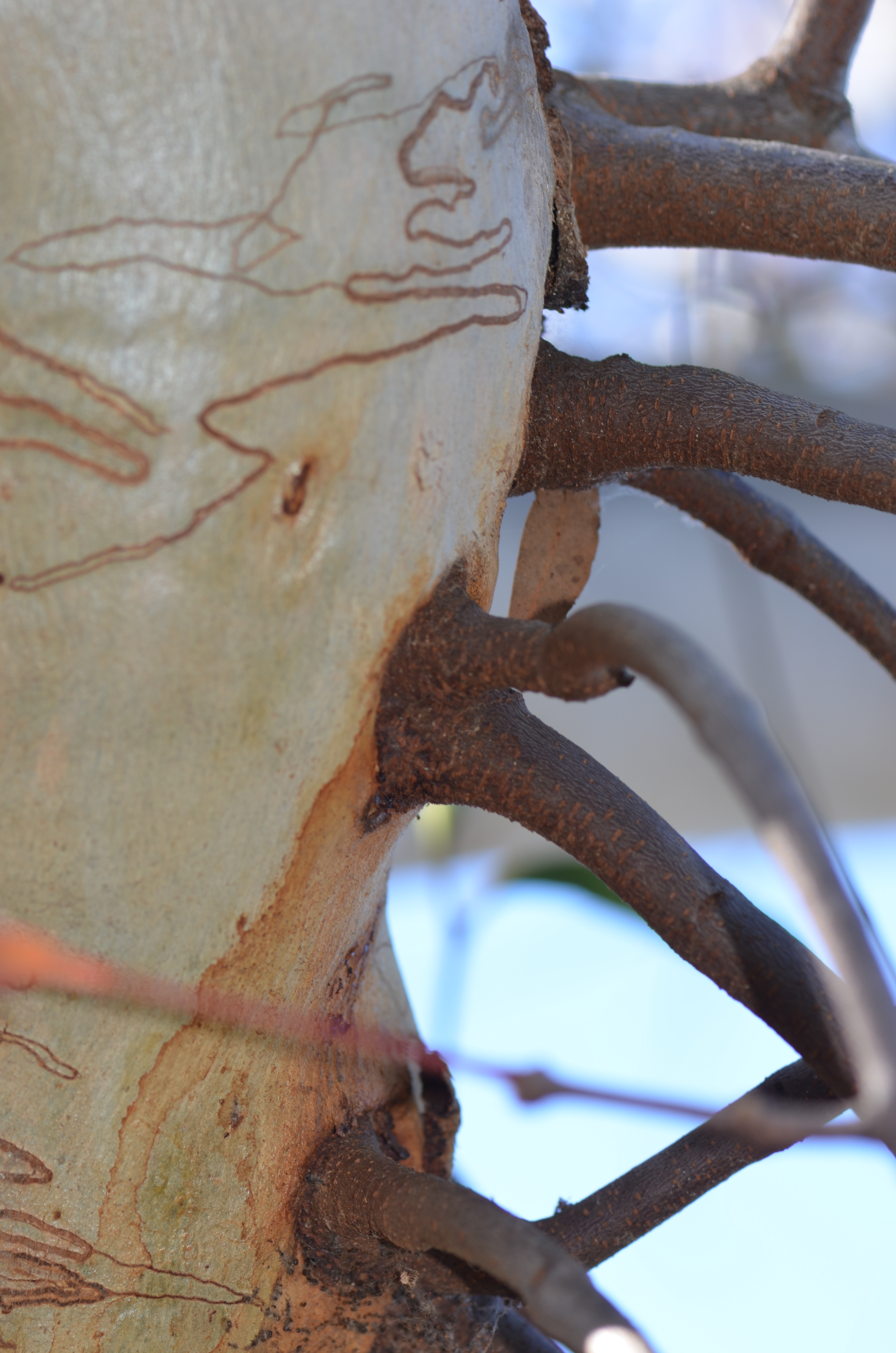
Haustoria of creeping mistletoe in a scribbly gum

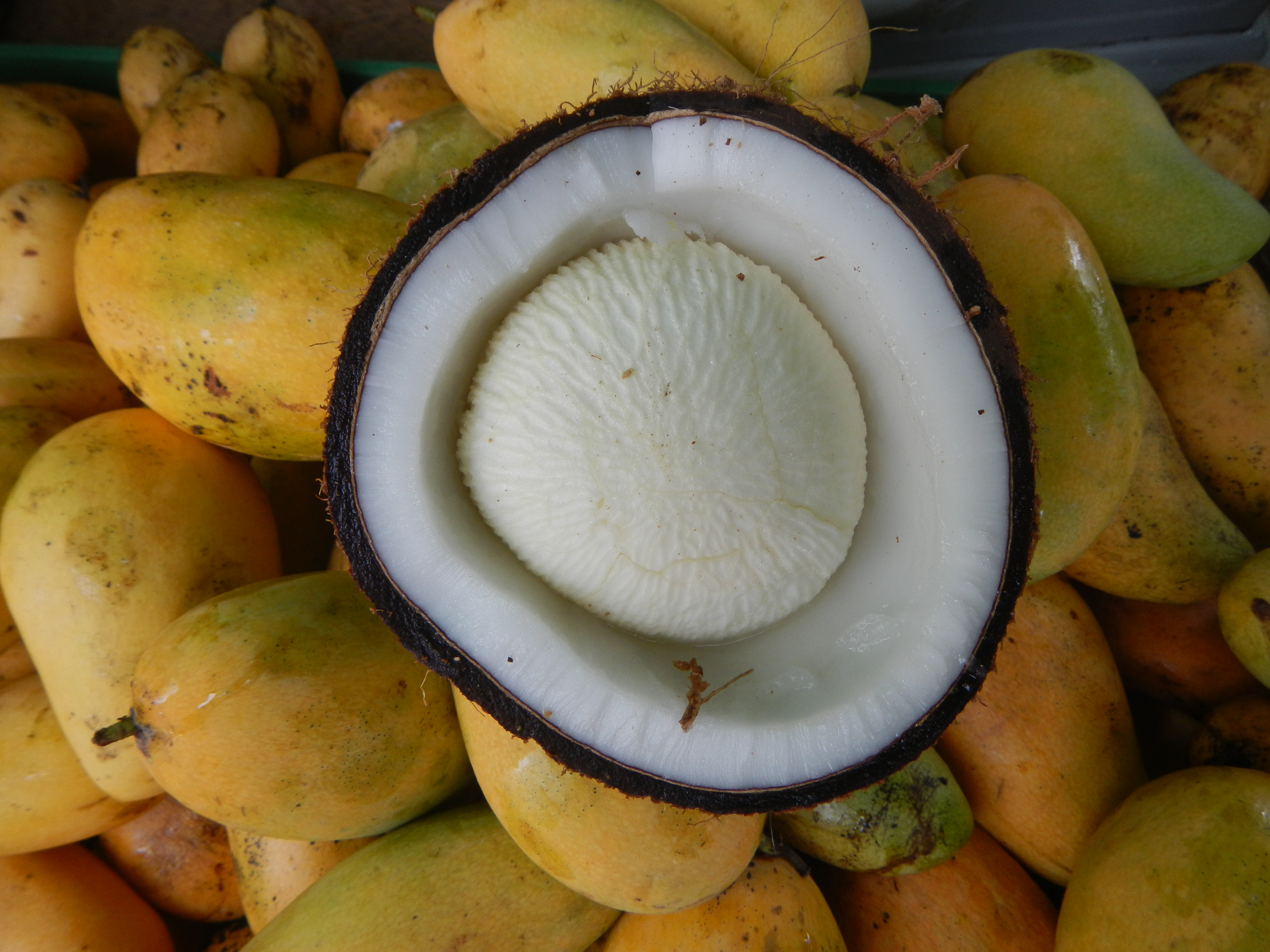
椰子芽，椰子種子發芽的可食用吸器

在植物學和真菌學中，吸器（英語：Haustorium）是一種根狀結構，生長在另一個結構中或周圍以吸收水分或養分。 例如，在槲寄生或掃帚草家族的成員中，這種結構會穿透宿主的組織並從中吸取營養。 在真菌學中，它指的是寄生真菌的附屬物或部分（菌絲尖端），它具有類似的功能。 微觀吸器穿透宿主植物的細胞壁並從細胞壁和質膜之間的空間吸取養分，但不穿透膜本身。 較大的（通常是植物的，而不是真菌的）吸器在組織水平上做到這一點。

## 在真菌中
所有主要門的真菌都形成吸器。 吸器有多種形式。 通常，在滲透時，真菌會增加與宿主質膜接觸的表面積，釋放酶來破壞細胞壁，從而使有機碳從宿主到真菌的潛在移動更大。
吸器是由真菌菌絲形成特化構造，使容易從宿主身上吸收養分，許多植物病原真菌具有吸器，例如在活物寄生菌（英語：biotroph）之情形，係以細胞內吸器來插入細胞吸收營養
最簡單的吸器形式是小球體。 最大的是複雜的結構，為細胞增加了大量的質量，在細胞壁和細胞膜之間擴張。
功能交換發生在吸器複合體(haustorial complex)內。 宿主為真菌提供有機碳，複合體內的代謝活動遠大於外部。 來自宿主的碳被真菌吸收，然後運輸到葉狀體的其餘部分。 寄主植物似乎根據來自真菌的信號起作用，並且複合體似乎處於入侵者的控制之下。

## 在植物中
槲寄生（包括桑寄生科和槲寄生科）通過吸器附著在宿主身上。 這種結構既可以固定槲寄生，又可以進入寄主植物。 槲寄生使用被動機制從宿主身上吸取水分。 它們晝夜保持葉片氣孔開放，從而在槲寄生和寄主之間形成水分梯度。
“吸器”在植物學中的第二個含義是描述發育中的植物胚胎中的組織，它將營養物質從種子的胚乳轉移到胚胎中。 這些組織廣泛存在於被子植物的種子中。